# Chrysozephyrus kansaiensis
Chrysozephyrus kansaiensis är en fjärilsart som beskrevs av Siuiti Murayama 1955. Chrysozephyrus kansaiensis ingår i släktet Chrysozephyrus och familjen juvelvingar. Inga underarter finns listade i Catalogue of Life.